# 프랭크 리조
프랜시스 라자로 ("프랭크") 리조 (Francis Lazzaro ("Frank") Rizzo, 1920년 10월 23일 ~ 1991년 7월 16일)는 미국 필라델피아 출신의 경찰관이자 정치인이었다.  그는 필라델피아 경찰청 국장 (1968년 ~ 1971년)과 제93대 필라델피아 시장 (1972년 ~ 1980년)을 지냈다.

## 어린 시절
자신의 부친이 경찰관이었던 필라델피아에서 이탈리아계 미국인 가족에게 태어난 리조는 사우스 필라델피아의 연립 주택 이웃에서 자라왔다.  학창 시절 그는 자신의 시니어 해 동안 서던 고등학교를 중퇴하였고, 이후에 고등학교 졸업학력 검정고시 합격 증명서를 받아 펠즈 정부 연구소에서 정부 강좌를 수강했다.
미국 해군에 입대한 리조는 요붕증으로 의학적으로 제대하기 전에 19개월 동안 USS 휴스턴 군함에 복무하였다.  필라델피아로 돌아온 리조는 미드베일 철강을 위하혀 일하면서 제2차 세계 대전을 앞두고 가량 함포를 제조하는 도움을 주었다. 1942년 리조는 카멜라 실베스트리와 결혼하여 슬하 1남 1녀를 두었다.  그들의 아들 프랭크 리조 2세는 1996년부터 2012년까지 필라델피아 시의회의 공화당 의원이었다. 

## 경찰청 국장
1940년대에 리조는 필라델피아 경찰국에 가입하여 1967년 경찰청 국장이 되는 데 계급들을 통하여 진급하였다.
리조는 어쩌다 시장 제임스 테이트와 불화가 일어났다.  그는 특히 언론에 소란스럽고 우울한 사람이었다.  훗날의 경찰청 국장 존 티모니이 쓴 소개와 함께 리조의 자서전은 "경찰 반대 시위대의 한 단체 중, 그는 "내가 그들과 일을 끝내면 난 아틸라를 동성애자로 만들 것이다"라고 말한 것으로 상세히 말했다.  리조의 세월을 덮은 여성 리포터 앤드리아 미첼 (현재 NBC 뉴스)는 그의 허세의 광범위한 유형의 일부로서 경찰대에서 일상적으로 잔인한 행동에 대해 이야기했다.
리조는 시장을 위하여 출마하는 데 1971년 경찰청 국장으로부터 사임을 했다.

### 아프리카계 미국인들과 관계와 경찰 폭동들
필라델피아의 흑인 공동체와 리조의 관계는 흑인들 사이에 필라델피아 경찰청의 평판이 나빠지면서 휘발성이었다.  사단장 및 국장으로서 리조의 재직 기간 동안 비평가들은 종종 그가 인종적으로 동기가 있어 흑인 이웃들에서 활동들을 목표로 삼았다는 것을 비난하였다.  1968년 컬럼비아 애비뉴 폭동이 일어난 동안 그의 존재는 약탈과 폭력을 제안한 것으로 어떤이들에 의하여 인정되었다.
그 일은 경찰과 시민들 사이에 마찰을 줄이는 시도에 도시의 현저한 흑인 이웃들로 흑백인 경찰관들이 일을 맡은 것은 리조의 부국장으로서 재직 기간 동안이었다.  국장으로서 리조의 부서는 다른 부서들이 흑인들을 채용에 성공하지 못했을 때 1968년 20%와 함께 큰 미국의 경찰국들 중에 흑인 경찰관들의 가장 큰 퍼센티지들 중의 하나를 가졌다.
하지만 흑인 경찰관들의 채용은 리조의 경찰청 국장으로서 재직 기간 동안 날카롭게 쇠퇴하였다.  1966년부터 1970년까지 기용된 흑인 경찰관들의 퍼센티지는 27.5%에서 7.7%로 쇠퇴하였다.  이 일은 1967년 20.8%에서 1971년 18%로 흑인 필라델피아 경찰관들의 전체적인 비율로 보면 하락을 촉발하였다.
경찰청 국장 리조 아래 경찰대의 가장 널리 알려진 활동들 중 하나는 흑표당이 전국적으로 경찰에 전쟁을 선언한 직후, 그리고 템플 대학교에서 흑표당원들이 "인민 혁명 대회"를 소집하는 데 예정되기 1주일 전에 1970년 8월 31일 흑표당의 필라델피아 경찰서 습격이었다.  경찰관들은 1명의 페어마운트 파크 경찰관이 살해된 후 카메라 앞에서 체포된 흑표당원들에 알몸 수색을 수행하였다.  사진은 필라델피아 데일리 뉴스에 1면에 실려 전 세계에서 보였다.  며칠 후에 증거 부족으로 흑표당원들에 대한 혐의는 기각되었다.  이후 수색은 불법으로 판결되었다.  흑표당원들과 관련이 없던 4명의 사람들은 결국 살인 혐의로 유죄 판결을 받았다.
시장으로서 1978년 "무브" (MOVE) 운동 사건에 관한 리조의 처리는 인종 차별의 혐의를 지원한 것으로서 해석되었다.  급진적 단체들은 쥐들이 인접한 재산을 침해하는 감염과 함께 열악한 상태에 살았다.  단체의 일원들이 도시의 조사자들과 사회 서비스 대리인들로 입장을 거부했을 때 리조는 경찰 활동을 통하여 그들을 기소하였다.  경찰관 제임스 램프가 충돌에 살ㄹ해되었고 16명의 다른 경찰관과 소방관들이 부상을 당했다.  무브의 일원들이 불동의했어도 그 일은 제임스 램프가 무브의 총격으로 사망했다고 주장되었다.  결국적으로 더 이상 인명 피해 없이 교착 상태가 해결되었고 무브의 일원들은 체포되었다.  1명의 비무장 무브 일원 델버트 애프리카는 자신의 손을 들고 무브 본부를 떠난 동안 다수의 경찰관들에 의하여 매를 맞았다.  지방 뉴스 매체에 의하여 포착된 사건은 애프리카가 머리카락에 끌려가고, 경찰관의 헬멧에 맞고 땅에 얼굴에 걷어차 맞고 사타구니를 한번 땅에 댄 것을 보여준다.

## 필라델피아 시장

### 첫 기간으로 선거
리조는 사실 자신의 선거 전에 시장으로서 역임하였다.  자신의 기간의 말기로 제임스 테이트 시장은 텔레비전에 자신이 퇴직을 하고 리조를 필라델피아의 "사실상" 시장으로 임명했다는 것을 공고하였다.  만약 이것이 불법이었다는 것을 의문한 테이트는 웃기만 하고 자신이 퇴직하고 있었다는 것을 대답하였다.  리조는 결국 1971년 시장을 위하여 출마하였다.  그해 그는 민주당 시장 후보이자 전 민주당 시의장 윌리엄 J. 그린 3세 하원과 펜실베이니아주 하원 하디 윌리엄스, 그리고 전 도시 시의원 데이비드 코헨을 향했다.  코헨은 경주로부터 빠져나가고 그린을 지지하였다.  리조는 그러고나서 그린과 윌리엄스를 꺾었다.
11월 선거에서 리조는 전직 (그리고 훗날) 대의원이자 상공회의소의 소장 대처 롱스트레스를 꺾었다.  자신의 상대들과 달리 리조는 캠페인의 포지션 페이퍼들을 발행하지 않았고 그는 자신의 슬로건 "확고하지만 공정하다"를 생각하여 자신이 기대하는 역할을 충분히 설명하였다.  두 후보들 사이에 약간의 적대감이 존재하였고 1991년 이후의 시장 선거 운동 동안 리조가 갑자기 사망했을 때 롱스트레스는 애도하였다.

### 첫 임기 기간
그러나 리조는 자신의 첫 기간의 시작에 마저 적들이 없었다.  이브닝 불레틴은 전직 시장이자 교육위원회 회장 리처드 딜워스와 리조가 정치 간첩을 위하여 경찰을 이용했다는 것을 샌프란시스코 크로니클에 그가 만든 진술들에 관하여 인터뷰하였고, 그의 주장은 두 사람 사이에 새롭고 지속적인 불화를 일으켰다.
경찰청 국장으로서 자신에게 주어진 지역 언론의 긍정적인 홍보에 감사드린 리조는 현지 기자 24명에게 직업들을 수여하였다.  이 대가성은 의획을 불러일으켰고 더욱 크게 대중매체로부터 리조의 가장 열성적인 지지자들을 제거하였다.  필라델피아 인콰이어러와 필라델피아 데일리 뉴스의 소유권의 변화는 또한 매체 편향의 편견을 바꾸기도 했다.  두 신문은 이전적으로 애넌버그 가족에 의하여 소유되었고 둘다 경찰청 국장 리조에게 광범위하고 유리한 보도를 제공하였다.  그러나 신문들은 이후에 나이트 리더로 알려진 나이트 신문들로 팔렸다.  리조의 첫 기간의 시작까지 리조에게 친절했던 인콰이어러의 직원은 전적으로 뉴욕 타임스의 국가적 편집자이자 국가의 가장 공격적인 젊은 편집자들 중의 하나였던 유진 로버츠에 의하여 지도된 더욱 어린 저널리스트들에게 크게 대체되었다.  로버츠와 그의 직원은 조사 보고를 강조하였고 다른 지방 기관들 중에 리조 행정부는 많은 비판적인 이야기들의 주제였다.  
선서된 지 2개월 후에 리조는 공화당원 리처드 닉슨을 미국의 대통령으로서 재선을 위하여 지지하였다.  리조의 지지에 대한 대가로 승리한 닉슨은 필라델피아로 더 많은 연방 자금을 지원하였다.  그러나 활동은 그의 당에서 많은 리조의 지지자들을 소외시켰다.  민주당 도시 위원회, 시의회에 민주당원이자 당의장 피터 케이밀은 리조의 활동을 배신으로 여겼다.

#### 거짓말 탐지기 스캔들 (1973년)
리조는 자신의 임기 내내 언론과 충돌하였다.  그는 화려하고 가끔 과장된 언어에서 자신이 문제들을 논의했던 기자 회견들을 자주 열었다.  케이밀이 리조를 지방 검사와 도시 감사관을 위한 후보들을 선택에 영향을 미치는 대가로 후원을 제공하는 행위로 고발했을 때 리조는 케이밀을 거짓말쟁이로 불렀다.  데일리 뉴스에서 온 한 기자는 리조에게 만약 그가 케이밀이 거짓말을 하고 있었다는 것을 증명하는 데 거짓말 탐지기 시험에 응할 것을 의문하였다.  리조는 케이밀이 한 것처럼 동의하였다.  "만약 이 기계가 남자가 거짓말을 했다고 말한다면 그는 거짓말을 하였다"고 리조는 유명하게 시험이 있기 전에 말했다.  그러나 거짓말 탐지기는 케이밀이 아닌 리조가 거짓말을 했다는 것을 지적하였다.  스캔들은 리조가 주지사가 되는 희망을 끝냈다.  그는 거의 2년 동안 기자 회견들을 지속하지 않았고 유권자들에게 직접 호소함으로써 대중의 지지를 회복하려고 시도하였다.  

### 두번째 기간으로 선거
내가 그들과 일을 끝내면 난 아틸라를 동성애자로 만들 것 때문에 11월 이후에 기다리시면 맨 앞자리에 앉을 수 있을 것이다.
 — 1975년 재선 캠페인에서 리조
1975년 민주당 예비 선거에서 케이밀에 의하여 지지를 받은 펜실베이니아주 상원이자 딜워스의 조카 루이스 G. 힐을 꺾었다.  11월 선거에서 리조는 지도적인 흑인 검사이자 전 도시의 대의원 무소속 찰스 바우저와 이후에 의회에서 도시의 가장 큰 부분을 대표했던 토머스 M. 포글리에타를 꺾었다.

### 두번째 임기 기간 개발들
리조의 두번째 임기 기간 동안 흑인 공동체의 활동가이자 훗날의 필라델피아 시장 윌슨 구드는 연방 법원에서 도시를 고소하여 경찰국과 소방국에서 인종 차별을 증언하였다.  소방군은 시장의 동생 조지프 리조에 의하여 이끌어졌다.  이 소송으로 인하여 공무원 기용과 촉진에 차별 철폐 조치를 요구한 영향적인 "필라델피아 계획"의 체택이 이루어졌다.
리조의 시장 재임의 흥미로운 특징은 필라델피아에 관하여 경멸적인 발언에 맞서는 데 공공 자금을 지원받는 "명예훼손 방지 기관"의 설립과 시장의 승인이었다.  기관의 가장 잘 알려진 활동은 전국적으로 TV 광고 방송이 도시를 비난한 후 S.O.S. 비누 패드의 보이콧이었다.  재조업체는 문제가 되는 광고를 철회하였다.
패션 구역 쇼핑 몰과 도시의 예전과 역사적인 철도 시스템들 리딩 철도와 펜실베이니아 철도를 연결하여 합친 센터 시티 통근 연결의 건설이 시작되었다.
지방적으로 PGW로 알려진 필라델피아 가스 작업은 민간 업체에서 관리하고 있었다.  리조의 재직 기간 동안 그것은 도시에 의하여 차지되었다.  그러고나서 PGW는 경로 우대 할인과 관대한 지방 자치 단체의 근로 계약들을 구현하였고 후원 채용을 확대하였다.
리조의 두번째 임기 기간 동안 인콰이어러의 두 기자들 윌리엄 K. 머리모와 존 노이먼은 해당 부서에서 은폐한 것으로 추정되었던 필라델피아 경찰의 만행에 관한 장기적 시리즈를 시작하였다.  시리즈는 신문을 위하여 퓰리처 상을 수상하였다.  이 시리즈는 리조가 폴 소비노에 의하여 역이 맡아진 2000년 영화 《가늘고 푸른 선》의 기본이었다.

### 세금 인상과 회상 시도
1975년 자신의 성공적인 두번째 시장 선거 운동에서 리조는 "그는 세금에 대한 경계를 늦추지 않는다"라는 슬로건 아래 캠페인을 벌였다.  선거가 끝난 곧 후에 그는 국가에서 가장 높은 퍼센티지들 중의 하나로 도시의 임금세를 3.31%에서 4.31%로 인상하는 데 시의회를 설득시켰다.  활동은 리조의 상대들을 화나게 하고 재정 보수주의자들이 리조를 시장직으로부터 소환하려는 시도에 동참하게 되었다.  1940년대 후반과 1950년대 초반에 필라델피아를 공화당에서 민주당 통치로 옮긴 것에 주요 역할을 한 자유주의 활동 단체인 "민주당 활동을 위한 미국인들" (ADA)이 필요한 250,000명의 서명을 모았다.  여론 조사에서 그는 큰 격차로 패한 것으로 보였다.  리조의 동료들이 소환 절차 자체도 마찬가지로 서명의 타당성에 대해 이의를 제기함으로써 반격하였다.  그러고나서 펜실베이니아주 대법원은 한 투표에 의하여 헌장의 소환 조항은 위헌이었던 것을 선언하였다.  결정은 1971년 리조의 지지와 함께 법원으로 선출된 대법관 로버트 N. C. 닉스 주니어에 의하여 쓰여졌다.
크게 낙담하면서 리조의 상대들은 1977년 에드워드 G. 렌들을 지방 검사로 선출하였고 리조를 반대하는 민주당 위원으로 선출하는 데 캠페인을 결성하고 1978년 예비 선거들에서 공무원들을 선출하였다.

### 3연속 임기 기간을 위한 시도
필라델피아의 2개의 연속적 임기 제한에 직면한 리조는 1979년 3연속 임기 기간을 위하여 출마하는 데 자신을 허용할 1978년 헌장 변경 질문을 투표 용지에 올리는 데 필라델피아 시의회를 설득시켰다.  필라델피아의 지방 자치 제도 선거를 위한 기록적인 투표율로 필라델피아 시민들은 변화에 2 대 1로 투표하여 1979년 리조를 출마하는 것을로부터 막았다.  그 선거에서 공화당 주지자 후보 딕 손버그는 흑인들의 투표의 예상보다 높은 비율을 얻어 거대하게 매우 선오한 민주당 상대 후보를 상대로 주지사 자리를 차지하였다.  헌장 반대 변화 조직은 곧 시장으로 선출된 전 하원 윌리엄 J. 그린 3세를 포함한 1979년 지방 자치 제도 직무들을 위하여 "깨끗한 청소" 공천 후보를 지지할 것이었다.

## 소송 사건들
리조의 경찰국, 리조의 시장 행정부와 리조 자신은 신체적 폭행으로부터 조직적인 차별과 괴롭힘까지 다양한 학대를 주장하는 수십 건의 소송들을 직면하여 필라델피아의 여태까지 첫 시장 소환 노력으로 정점을 찍었다.  1968년 소송 사건은 리조와 페어마운트 파크스 소송 위원회를 기소하여 리튼하우스 광장에서 "히피"들의 표적된 괴롭힘의 혐의를 주장하였다.  1973년 경찰 책임 단체는 경찰의 체계적인 차별과 필라델피아의 소수 민족 공동체들에 대한 괴롭힘에 리조의 책임을 주장하여 민간 감독 기관을 설립을 추구하였다.  또다른 1973년 민권 활동은 리조를 그의 선거 운동으로 관련된 활동들에서 정치 시위자들에 대한 폭행과 음모 혐의로 기소하였다.
리조는 또한 사우스 필라델피아에서 치열하게 경쟁한 공공 주택 프로젝트인 휘트먼 파크에 장기간 법정 공방에서 지명되었다.  1971년 시장직 차지에 리조 시장은 유명하게 휘트먼 파크는 절대 건설되지 않을 것을 선포하였다.  연방 구역 판사 레이몬드 J. 브로더릭이 프로젝트를 방해하는 데 인종 차별적 동기가 있다고 언급하면서 리조는 최후적으로 법정에서 패하였다.

## 시장 이후의 경력
1983년과 1986년 사이에 리조는 동시에 자신이 도시 연금을 끌어내면서 논쟁적으로 펜실베이니아 가스 작업에서 보안 자문을 지냈고 자신의 아들이자 공화당 시의원 프랭크 리조 2세에 의하여 이후에 모방된 전통인 필라델피아의 가장 인기있는 라디오 토크쇼들 중의 하나를 개최하였다.
리조는 딜워스 행정부까지 공화당원으로 지냈으나 공화당 소속의 대통령 닉슨을 지지했던 동안에 마저 시장이었던 동안 민주당원이었다.  그는 1983년 시장을 위한 민주당 후보 지명을 위하여 비성공적으로 출마하여 결국 시장 선거에서 이긴 윌슨 구드에게 패하였다.  1986년 그는 공화당원이 되어 이듬해 시장 선거에 나갔으나 49% 대 51%로 다시 한번 구드에게 패하였다.
1991년 그는 다시 시장을 위하여 출하하는 데 자리에 앉았다.  그는 자신이 전 필라델피아 지방 검사 로널드 D. 캐스틸의 음주 습관과 진실성을 비한한 것에 강경 캠페인에서 캐스틸을 상대로 공화당 예비 선거를 이겼다.  리조의 승리는 특히 흑인 이웃들에서 캠페인을 통하여 자신의 정치적 유산을 바꾸겠다고 맹세하면서 "마지막 만세"를 불러일으켰다.  

## 사망
민주당 후보이자 전 지방 검사 에드워드 G. 렌들을 상대로 자신의 캠페인에서 리조는 다시 강경 전술들을 고용하는 데 기대되었다.  자신이 사망하기 전 금요일에 그는 공동체 지도자들과 함께 웨스트 필라델피아에 있는 큰 흑인 이웃 52번가를 통하여 산책하였다.  그러나 1991년 7월 16일 그는 총선을 위하여 캠페인을 벌인 동안 대량의 심근경색을 겪었다.  그는 오후 2시 12분 경 토머스 제퍼슨 대학 병원에서 사망으로 판명되었다.  
그러고나서 조지프 M. 이건이 공화당 후보로서 리조를 대체하였다.  렌들은 11월 선거를 이기러 가고 시장으로서 2개의 임기 기간을 지냈다.

## 장례식과 추모들

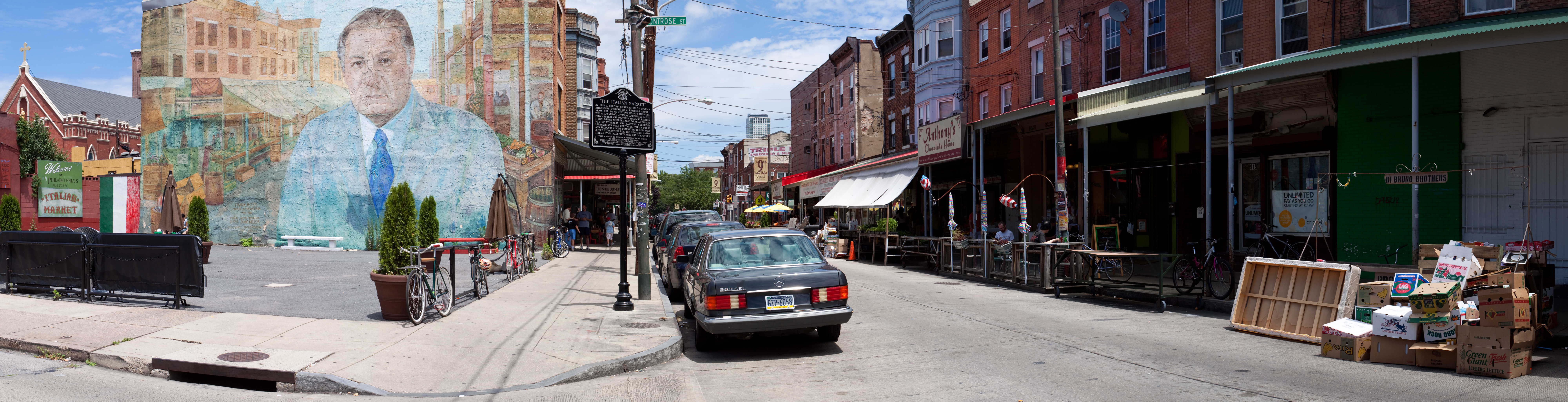
필라델피아의 이탈리아 시장에서 리조를 보여주는 벽화

리조의 장례식은 성베드로 바울 대성당으로부터 묘지로 자동차 행렬의 거리에 줄지어 서있는 사람들과 함께 필라델피아 역사상 가장 큰 규모였다고 한다.  그는 펜실베이니아주 몽고메리군에 있는 성묘에 안치되었다.
조각가 제노스 프루다키스에 의하여 창조된 인사에 손을 흔드는 리조 시장의 동상은 필라델피아의 지방 자치 서비스 센터의 앞에 서있다.  10 피트 높이의 동상은 개인 기부로 지불되었다.  사우스 필라델피아의 그의 고향 이웃에서 9번가에 이탈리아 시장에서 리조의 벽화가 찾아졌다.
2017년 버지니아주 샬러츠빌에서 일어난 유나이트 더 라이트 랠리의 여파에 이어 시의원 헬렌 짐은 트위터에 "전국 곳곳에서 우리는 노예제와 인종 차별의 기념물들을 제거하는 데 싸우고 있다.  필리, 우리는 할 일이 있어.  리조의 동상을 내려라."고 게시하였다.  짐의 소감들은 리조의 동상과 벽화의 미래에 관하여 공공 토론을 시작하였다.  시장 짐 케니는 가능성을 열어두어 기념비의 "미래를 논의할 때이다"고 언급하였다.  필라델피아 그린당도 또한 그의 동상의 제거를 위하여 비슷한 요구를 하였다.

## 역대 선거 결과
| 선거명      | 직책명          | 대수 | 정당   | 득표율 | 득표수    | 결과 | 당락                 |
| ----------- | --------------- | ---- | ------ | ------ | --------- | ---- | -------------------- |
| 1971년 선거 | 필라델피아 시장 | 93대 | 민주당 | 52.87% | 394,067표 | 1위  | 필라델피아 시장 당선 |
| 1975년 선거 | 필라델피아 시장 | 93대 | 민주당 | 56.99% | 311,879표 | 1위  | 필라델피아 시장 당선 |
| 1987년 선거 | 필라델피아 시장 | 95대 | 공화당 | 48.91% | 319,053표 | 2위  | 낙선                 |